# كريس كارمايكل
كريس كارمايكل (بالإنجليزية: Chris Carmichael) (و. 1961  م) هو راكب دراجة هوائية أمريكي، ولد في ميامي، شارك في الألعاب الأولمبية الصيفية 1984.

## جوائز
حصل على جوائز منها:

قاعة مشاهير الدراجات في الولايات المتحدة

## روابط خارجية
- كريس كارمايكل على موقع أرشيف الدراجات (الإنجليزية)
- كريس كارمايكل على موقع إحصائيات الدراجات الإحترافية (الإنجليزية)